# Guinea francese
La Guinea francese (Guinée française) era una colonia e poi territorio francese d'oltremare dell'Africa occidentale che divenne indipendente nel 1958 come Repubblica di Guinea.

## Status
Il decreto del 17 dicembre 1891 ha trasformato la colonia dei "fiumi meridionali" a "Guinea francese". Il decreto del 10 marzo 1893 la suddivise in tre colonie: Guinea francese, Costa d'Avorio e Benin. Fu solo nel 1899 che i suoi confini vennero fissati.
Fece parte dell'Africa Occidentale Francese (AOF) dal 1904 e divenne un territorio d'oltremare (TOM) per la Costituzione francese il 27 ottobre 1946.
Il paese si separò dalla Francia nel 1958 in occasione dell'indipendenza sostenuta dal presidente Ahmed Sékou Touré, mentre gli altri paesi dell'AOF divennero indipendenti nel 1960.

## Pacificazione e resistenza
La colonizzazione avvenne in modo tranquillo sulle coste vicino alla catena montuosa del Fouta Djalon, poiché queste regioni erano facilmente accessibili sia via mare che dal fiume Senegal e il clima era più sopportabile per il colono.
Tuttavia, in alcune regioni, si sollevò la resistenza contro l'occupante. Capi come Mahmadou Lamine e Samory Turé, si convertiranno all'Islam e cercheranno di convertire le regioni vicine. Continueranno ad aggredire il colonizzatore in feroci battaglie.